# Vuohensaari (Sulkavanjärvi, Kiuruvesi kommun)
Vuohensaari är en ö i Finland. Den ligger i sjön Sulkavanjärvi och i kommunen Kiuruvesi i den ekonomiska regionen  Övre Savolax ekonomiska region  och landskapet Norra Savolax, i den centrala delen av landet, 400 km norr om huvudstaden Helsingfors. Öns area är 10,3 hektar och dess största längd är 0,5 kilometer i nord-sydlig riktning.